# Kahaluʻu
Kahaluʻu – census-designated place (CDP) na wyspie Oʻahu, w hrabstwie Honolulu, na Hawajach, w Stanach Zjednoczonych. Według szacunków United States Census Bureau w roku 2010 CDP miało 4 738 mieszkańców.

## Geografia
Według United States Census Bureau census-designated place obejmuje powierzchnię 4,5 mil2 (11,7 km²), z czego 3,5 mil2 (9,0 km²) stanowi ląd, a 1,0 mil2 (2,7 km²) stanowi woda.

## Demografia
Według spisu z roku 2000, CDP zamieszkiwało 2 935 osób, które tworzyły 927 gospodarstw domowych i 716 rodzin. Średni roczny dochód dla gospodarstwa domowego wynosił 61 098 $ a średni roczny dochód dla rodziny to 61 184 $. Średni roczny dochód na osobę wynosił 22 204 $ (41 310 $ dla mężczyzn i 28 194  $ dla kobiet). 7,4% rodzin i 7,4% mieszkańców census-designated place żyło poniżej granicy ubóstwa, z czego 6,7% to osoby poniżej 18 lat a 3,0% to osoby powyżej 65 roku życia.